# Eberhard Vogdt
Eberhard Vogdt   (Kohatu manor, 27 de juliol de 1902 - Oberaula, 9 de febrer de 1964) va ser un regatista estonià que va competir durant la dècada de 1920.
El 1928 va prendre part en els Jocs Olímpics d'Amsterdam, on va guanyar la medalla de bronze en la regata de 6 metres del programa de vela, a bord del Tutti V, junt a Nikolai Vekšin, William von Wirén, Andreas Faehlmann i Georg Faehlmann.